# Каранбаш (Давлекановський район)
Каранба́ш (рос. Каранбаш, башк. Ҡаранбаш) — присілок у складі Давлекановського району Башкортостану, Росія. Входить до складу Сергіопольської сільської ради.
Населення — 185 осіб (2010; 205 в 2002).
Національний склад:
- росіяни — 56 %